# Blood Ties
Blood Ties è una serie televisiva canadese di genere horror, basata sui racconti dei Blood Books di Tanya Huff, editi in Italia dalla casa editrice Delos Books. Ha debuttato negli Stati Uniti l'11 marzo 2007 sul canale Lifetime, e durante l'autunno in Canada sui canali Citytv e Space. Nel maggio del 2008 la Lifetime ha cancellato la serie dopo la seconda stagione.

## Trama
La serie tratta le vicende di Vicky Nelson (interpretata da Christina Cox), una ex poliziotta della Metropolitan Toronto Police in prepensionamento a causa di un problema alla vista, e ora detective privata che, testimone di eventi paranormali nelle strade cupe di Toronto, indaga su una serie di omicidi.
Tra gli altri personaggi, Henry Fitzroy (Kyle Schmid), un fumettista e in realtà un vampiro di circa 500 anni, figlio illegittimo del Re Enrico VIII d'Inghilterra, e Mike Celluci (Dylan Neal), ex collega di Vicky.

## Personaggi e interpreti
- Victoria "Vicki" Nelson.
Vicky è un ex ufficiale di polizia diventata investigatore privato. Dopo che le è stata diagnosticata la retinite pigmentosa, è stata costretta a decidere se rimanere alla divisione omicidi, lavorando dietro una scrivania, oppure lasciare le forze di polizia. Nonostante le forti proteste del partner e compagno il detective Mike Cellucci lascia le forze di polizia e apre un'agenzia di investigazioni. Sebbene la sua visibilità dimostra essere un problema, Vicki non permette che nessuno la tratti come una disabile e continua a rischiare la vita nel corso delle sue indagini. È proprio durante una delle sue indagini che incontra il vampiro Henry Fitzroy, il cui incontro cambia la vita di Vicky. Si troverà al centro di un triangolo amoroso soprannaturale.
- Henry Fitzroy
Nato il 15 giugno 1510 e morto il 18 giugno 1536. Basato sul personaggio storico Henry FitzRoy, primo duca di Richmond e Somerset - figlio di Enrico VIII d'Inghilterra, Henry Fitzroy scelse l'amore anziché la famiglia e sacrificò la sua vita mortale per restare per sempre con la donna che amava, Christina. Circostanze vampiriche, però, gli hanno impedito di rimanere con lei ed ora, dopo 450 anni di esistenza, vive a Toronto come Fumettista - "L'arte e la letteratura sono sempre state le mie passioni ho finalmente trovato un mezzo in cui ho potuto realizzarle entrambe". La sua tranquilla vita nascosta prende una nuova svolta, quando si scontra con Vicki Nelson, nel tentativo di fermare un uomo dal portare Asteroth il demone nel mondo mortale. Mentre lavorano per risolvere questo caso e, successivamente, altri problemi di soprannaturale, Henry inizia ad essere profondamente attratto dalla natura dolosa di Vicki, alla fine si innamora di lei. Anche se Vicky sembra resistere alle sue avances, lui continua a perseverare, soprattutto a causa dei suoi secoli di esperienza e conoscenza di entrambi i lati del soprannaturale, diventa partner di Vicki e guardia del corpo.
- Detective Mike Cellucci.
Ex partner di Vicki, era contro la sua decisione di lasciare le forze di polizia. Lui e Vicki sono molto simili dal lato caratteriale, che si traduce spesso in litigi tra i due. Eppure, nonostante questo sono buoni amici, spingendosi fino a discutere dei loro casi in corso. Mike spesso mostra preoccupazione riguardo al tipo di casi su cui Vicky indaga nella sua nuova carriera. Ha problemi ad accettare l'amicizia e la fiducia di Vicki nei confronti di Henry, ancora di più quando scopre la natura di Henry, spesso apparendo geloso. Tuttavia, Mike e Vicky continuano a lavorare insieme in - soprattutto quando Vicki che ha bisogno di aiuto.
- Coreen Fennel.
Coreen e Vicky si conoscono durante il primo insolito caso di Vicky, dove Coreen la assume per scoprire la verità sulla morte del proprio fidanzato. Una volta finito il caso Coreen diventa l'assistente di Vicky. Ha molte conoscenze dell'occulto, ed è molto più curiosa di tutti gli altri personaggi. A causa di questo stringe amicizia con la dottoressa Sagara, una professoressa dell'occulto conosciuta da Henry, con cui occasionalmente collabora per aiutare Vicky nelle indagini. A volte funge da emissaria tra Vicky e Mike, quando i due non si rivolgono la parola; inoltre sembra avere una cotta per Henry, ma non è certo se sia solo a causa dell'incredibile fascino che il vampiro ha sulle donne.

## Episodi
| Stagione         | Episodi | Prima TV originale | Prima TV Italia |
| ---------------- | ------- | ------------------ | --------------- |
| Prima stagione   | 12      | 2007               | 2007            |
| Seconda stagione | 10      | 2007-2008          | 2008            |